# Двоеглазов, Михаил Михайлович
Михаи́л Миха́йлович Двоегла́зов  (род. 17 мая 1950, Оричи, Кировская область) — художник, живописец. Член Национального союза художников Украины (1978), участник Международных и Всеукраинских художественных выставок (более 60-ти коллективных и 5 персональных отечественных и международных выставках). Работает в области станковой живописи.

## Биография
Родился 17 мая 1950 года в посёлке городского типа Оричи, Кировская область. В 1970 году окончил Кировское училище искусств. В 1976 году окончил Московский государственный академический художественный институт имени В. И. Сурикова (преподаватели: Дмитрий Мочальский и др.).
С 1972 года — активный участник всеукраинских и международных художественных выставок и различных арт — проектов. С 1978 — член Союза художников СССР. Живёт и работает в Киеве.
С 2008 по 2009 года, Михаил Двоеглазов становится участником Всеукраинского арт-проекта «Украинцы в мире». Проект представлял известных деятелей Украины, которые сыграли важную роль в формировании мировой цивилизации. Художник написал серию портретов выдающихся личностей: Краснокутский, Семен Григорьевич, Лисовский, Николай Фёдорович, Эктор Бабенко, Мария Добронега, Марина Влади, Леонард Бернстайн и его брата Элмер Бернстайн. Картины экспонировались в «Украинском Доме».

## Семья
- Жена — Одайник Оксана Вадимовна (1953), художник — живописец.
- Дочь — Двоеглазова Екатерина Михайловна (1975), художник — живописец.

## Основные живописные работы
Произведения художника закуплены в фонды Дирекции выставок НСХУ и Дирекции выставок Министерства культуры и искусства СССР и Украины.
- «Портрет Оксаны» (1976)[8]
- «Зима в Седневе» (1978)[9]
- «Пора сенокоса» (1980) «Пора сенокоса» М. Двоеглазов
- «Вечер» (1980)[10]
- «Весна в Макишене» (1980)[11]
- «На току» (1982)
- «Туман яром» (1990),
- «Зимка» Седнев (1980)[12]
- «Седневская плотина» (1982)
- «Давид Гурамишвили в Украине» (1984)[источник не указан 3317 дней]
- «Зима в Киеве» (1985)
- «Петр Могила» (1985)
- «Журавль» (1987)
- «Оноре де Бальзак в Дубно» (1987)
- «Ученый Бернадотт» (1989)
- «В. Образцов и Н. Стражеско»(1990)
- «Весна» (1990)[13]
- «Рыбак» (1991)[14]
- «Катя с собакой» (1991)[15]
- «Арлекин» (1996)[16]
- «Грусть» (1997)
- «Лето» (1997)
- «Утреннее солнце. Лавра» (1999)[17]
- Серия портретов украинской элиты (2000) Портреты М. Двоеглазова
- «Девочка и птица» (2000)[18]
- «Печерские холмы» (2001)[19]
- «Солнечный день. Лавра» (2002)
- «Измаил. Вид на старый причал» (2002)
- «Автопортрет» (2002)[20]
- «Хмурая осень» (2002)[21]
- «Ночь перед Рождеством» (2003)[22]
- «Солнечный день. Лавра» (2003)[23]
- «Воспоминания о Венеции» (2004)
- «Вечер» (2004)
- «Последние дни лета»(2005)«Последние дни лета» М. Двоеглазов
- «Театр» (2005) «Театр» М. Двоеглазов
- «Лаврские мотивы» ((2006)«Лаврские мотивы» М. Двоеглазов
- «Семейный портрет врачей» ((2004)[24]
- «Мария» (2007)«Мария» Портрет М. Двоеглазова
- «Старый Киев. Лавра» (2009)
- «Осень в Юрках» (2009)

## Избранные выставки

### Персональные
- 1995 — Персональная выставка живописи в Украинском Фонде культуры, арт — галерея Украинского Фонда культуры, Киев.
- 1997 — Персональная выставка живописи, арт — галерея мэрии города Тулузы, Франция.
- 2000 — Персональная выставка живописи, галерея «Фонда Содействия Развитию Искусств Украины», Киев.
- 2003 — Персональная выставка живописи «Современная украинская живопись», Картинная галерея «Фонда Содействия Развитию Искусств Украины», Киев.
- 2009 — Персональная выставка живописи «Современный украинский пейзаж», Китай, Шанхай.

### Коллективные
- 1980 — Всесоюзная молодёжная художественная выставка «Картина — 80», Министерство культуры СССР, Союз художников СССР, Ташкент.
- 1981 — Республиканская художественная выставка «Творчество молодых художников Украины», Союз художников СССР. Киев[25].
- 1982 — Всесоюзная художественная выставка Министерство культуры СССР, Союз художников СССР. Москва, Манеж[26]
- 1983 — Республиканская художественная выставка молодых художников Украины, выставка живописи, Национальный художественный музей Украины, Киев.
- 1984 — Всесоюзная художественная выставка «Земля и люди». Министерство культуры СССР, Союз художников СССР. Москва, Манеж[27]
- 1991 — Выставка украинской живописи, галерея «Плеяда». Киев.
- 1999 — «Искусство Украины», 5-годовщина «Фонда Содействия Развитию Искусств Украины», Национальный художественный музей Украины. Киев.
- 2001 — «Десятая годовщина Независимости Украины», Киевская городская галерея искусств «Лавра». Киев.
- 2004 — «Седневские пленэры НСХУ», 40 лет Дому творчества и отдыха «Седнев», выставочные залы Национального союза художников Украины, репродукция произведения М. Двоеглазова, «Седневская плотина», Киев[28].
- 2006 — Всеукраинская художественная выставка «День художника», выставочные залы Национального союза художников Украины. Киев.
- 2007 — «Художники Киева», 40 лет КОНСХУ[29]. Выставочные залы Национального союза художников Украины. Киев.
- 2008 — Всеукраинская художественная выставка, «70 лет основания Национального Союза художников Украины», выставочные залы Национального союза художников Украины. Киев.
- 2011 — Всеукраинская художественная выставка «Рождественская», выставочные залы Национального союза художников Украины. Киев.
- 2012 — Всеукраинская художественная выставка «Живописная Украина», Министерства культуры Украины и Национальный союз художников Украины. Киев.